# Eleocharis acutangula
Eleocharis acutangula är en halvgräsart som först beskrevs av William Roxburgh, och fick sitt nu gällande namn av Schult.. Eleocharis acutangula ingår i släktet småsäv, och familjen halvgräs.

## Underarter
Arten delas in i följande underarter:
- E. a. acutangula
- E. a. breviseta
- E. a. neotropica

## Bildgalleri

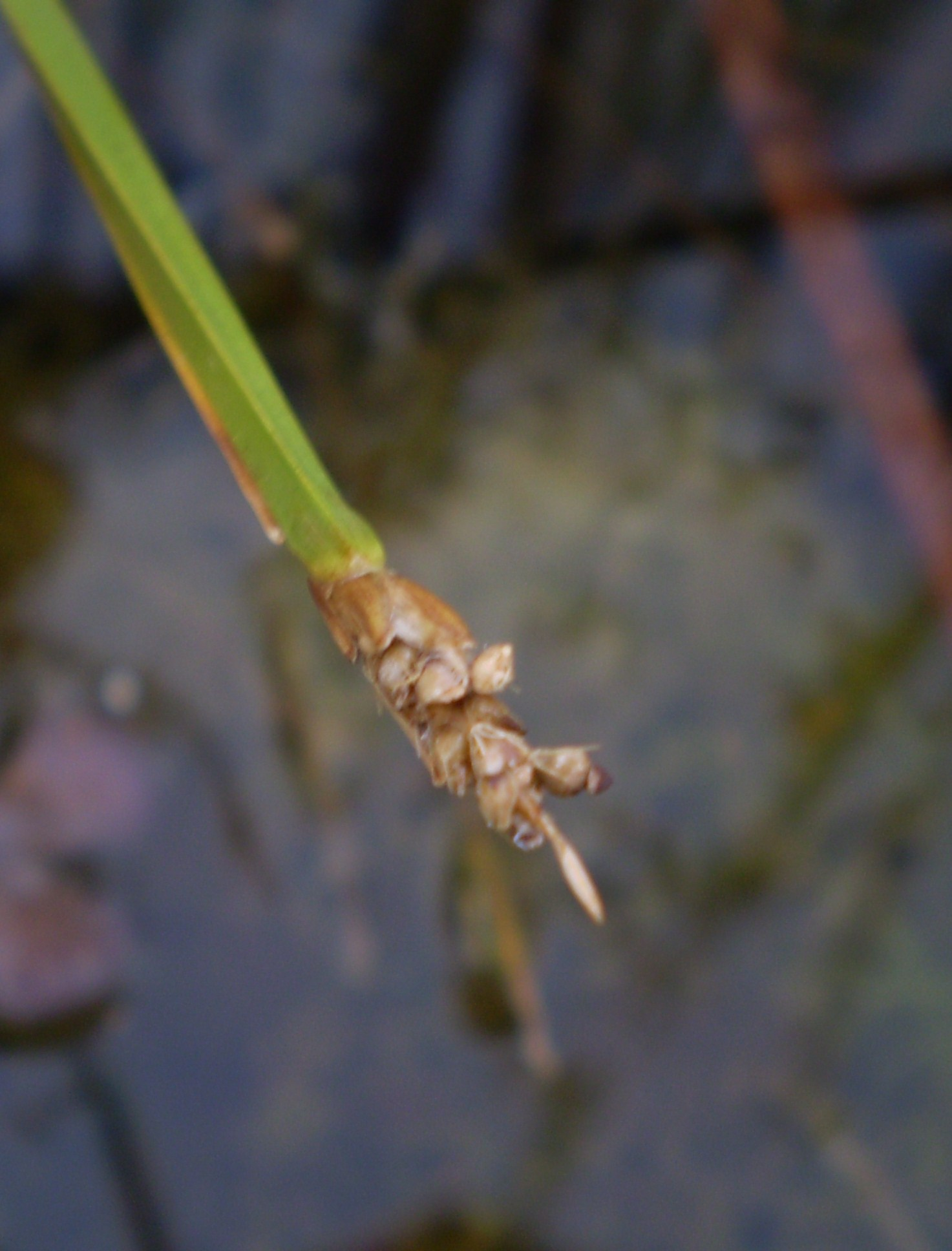